# 2016年リオデジャネイロオリンピックのアイルランド選手団
2016年リオデジャネイロオリンピックのアイルランド選手団（2016ねんリオデジャネイロオリンピックのアイルランドせんしゅだん）は、2016年8月5日から8月21日にかけてブラジルのリオデジャネイロで開催された2016年リオデジャネイロオリンピックのアイルランド選手団、およびその競技結果。

## 概要
今大会は銀メダル2個、合計2個のメダルを獲得した。
ボート男子軽量級ダブルスカルではギャリー・オドノヴァン＆ポール・オドノヴァン組が銀メダルを獲得し、アイルランドにオリンピックのボート競技で初めてのメダルをもたらした。

## メダル
| メダル | 選手名                                      | 競技       | 種目                   |
| ------ | ------------------------------------------- | ---------- | ---------------------- |
| 銀     | ギャリー・オドノヴァン ポール・オドノヴァン | ボート     | 男子軽量級ダブルスカル |
| 銀     | アンナリース・マーフィー                    | セーリング | 女子レーザーラジアル級 |